# Planck-Skala

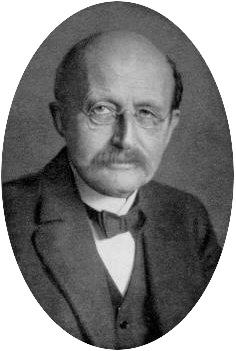
Max Planck

Die Planck-Skala, benannt nach Max Planck, markiert eine Grenze für die Anwendbarkeit der bekannten Gesetze der Physik.

## Größenordnungen

### Planck-Länge
Distanzen der Größenordnung der Planck-Länge {\displaystyle l_{\mathrm {P} }} sind weit jenseits einer direkten experimentellen Zugänglichkeit und müssten mit Hilfe einer Quantentheorie der Gravitation beschrieben werden, die bisher nur in Ansätzen existiert. Ein Photon mit der Wellenlänge einer Planck-Länge hätte eine Energie, die so groß ist, dass sie ein schwarzes Loch mit einem Ereignishorizont von eben dieser Größe erzeugen würde. In der Stringtheorie ist die charakteristische Längenskala der Strings in der Größenordnung der Planck-Länge.
{\displaystyle l_{\mathrm {P} }} ist etwa {\displaystyle 10^{20}} mal kleiner als der Durchmesser des Protons.

### Planck-Energie
Wollte man derartig kleine Strukturen mit einem Teilchenbeschleuniger untersuchen, so müsste die Wellenlänge der verwendeten Teilchen vergleichbar mit {\displaystyle l_{\mathrm {P} }} sein, bzw. ihre Energie vergleichbar mit der Planck-Energie {\displaystyle E_{\mathrm {P} }}. Der einzige denkbare Prozess, bei dem vergleichbare Energien aufgetreten sein könnten, ist das Universum ungefähr eine Planck-Zeiteinheit nach dem Urknall.

### Planck-Masse
Die der Planck-Energie {\displaystyle E_{\mathrm {P} }} über {\displaystyle E=mc^{2}} zugeordnete Masse ist fast schon auf der „menschlichen“ Größenskala – ein Floh wiegt 4000 bis 5000 Planck-Massen.
Bei Teilchenenergien entsprechend der Planck-Masse wird die De-Broglie-Wellenlänge {\displaystyle \lambda ={\frac {h}{p}}} vergleichbar mit dem Schwarzschild-Radius.
{\displaystyle m_{\mathrm {P} }} ist etwa {\displaystyle 10^{18}}GeV.

### Planck-Zeit
In der Planck-Zeit durchläuft das Licht die Planck-Länge. Um Zeiten auf der Skala der Planck-Zeit aufzulösen, sind Energien in der Größenordnung der Planck-Energie nötig (siehe Energie-Zeit-Unschärferelation) – mit den oben genannten Konsequenzen.